# Alfabeto árabe occidentalizado
El alfabeto árabe occidentalizado es un sistema de escritura que usa las 26 letras del alfabeto latino para escribir el dialecto árabe transliterado.
Muchos hablantes de árabe, generalmente residentes en los países de Europa o de América, pero de padres árabes, dominan el idioma, pero no saben escribirlo en su forma original, por lo cual deben utilizar la escritura transcrita del alfabeto occidental.

## Letras
| Letra árabe | Letra equivalente mayúscula | Letra equivalente minúscula | Orden |
| --- | --------------------------- | --------------------------- | ----- |
| ا | A                           | a                           | 01    |
| ب | B                           | b                           | 02    |
| س (para la pronunciación en "ç") / ك (para la pronunciación en "k") | C                           | c                           | 03    |
| د (para la pronunciación en "da" ligera) / ذ (para la pronunciación en "dha" ligera) / ض (para la pronunciación en "da" apoyada) / ظ (para la pronunciación en "dha" apoyada) | D                           | d                           | 04    |
| ي | E                           | e                           | 05    |
| ف | F                           | f                           | 06    |
| ݣ (para la pronunciación en "g" ligera) / غ (para la pronunciación en "g" apoyada)                                                                                            | G                           | g                           | 07    |
| ح (para la pronunciación en "h" apoyada) / ه (para la pronunciación en "h" ligera)                                                                                            | H                           | h                           | 08    |
| ي | I                           | i                           | 09    |
| خ | J                           | j                           | 10    |
| ك | K                           | k                           | 11    |
| ل | L                           | l                           | 12    |
| م | M                           | m                           | 13    |
| ن | N                           | n                           | 14    |
| و | O                           | o                           | 15    |
| پ | P                           | p                           | 16    |
| ق | Q                           | q                           | 17    |
| ر | R                           | r                           | 18    |
| ص (para la pronunciación en "s" apoyada) / س (para la pronunciación en "s" ligera)                                                                                            | S                           | s                           | 19    |
| ت (para la pronunciación en "t" ligera) / ط (para la pronunciación en "t" apoyada) / ث (para la pronunciación en "th")                                                        | T                           | t                           | 20    |
| و | U                           | u                           | 21    |
| ڤ (para la pronunciación que "v" tiene en inglés, francés, italiano y portugués) / ب (para la "v" del español) / ف (para la "v" del alemán y neerlandés)                      | V                           | v                           | 22    |
| و | W                           | w                           | 23    |
| كس (es un dígrafo utilizado para la pronunciación en "ks") / س (para la pronunciación en "s" ligera)                                                                          | X                           | x                           | 24    |
| ج (para la pronunciación de "y" consonante) / ي (para la pronunciación de "y" vocal)                                                                                          | Y                           | y                           | 25    |
| ز | Z                           | z                           | 26    |

ISO : Ar-Latn
- Esta obra contiene una traducción  derivada de «Alphabet Arabe Occidentalisé» de Wikipedia en francés, publicada por sus editores bajo la Licencia de documentación libre de GNU y la Licencia Creative Commons Atribución-CompartirIgual 4.0 Internacional.